# Barrage de Pandoh
 (janvier 2016).
Si vous disposez d'ouvrages ou d'articles de référence ou si vous connaissez des sites web de qualité traitant du thème abordé ici, merci de compléter l'article en donnant les références utiles à sa vérifiabilité et en les liant à la section « Notes et références ».
Le barrage de Pandoh est un barrage hydroélectrique dans le Himachal Pradesh en Inde sur le Beâs. Il est associé à une centrale hydroélectrique de 990 MW. Sa construction s'est terminée en 1977.